# 372626 IGEM
372626 IGEM è un asteroide della fascia principale. Scoperto nel 2009, presenta un'orbita caratterizzata da un semiasse maggiore pari a 2,6910297 UA e da un'eccentricità di 0,1980424, inclinata di 2,36624° rispetto all'eclittica.